# Leptogaster schoutedeni
Leptogaster schoutedeni là một loài ruồi trong họ Asilidae. Leptogaster schoutedeni được Janssens miêu tả năm 1954. Loài này phân bố ở vùng nhiệt đới châu Phi.